# 983
983 (CMLXXXIII) fue un año común comenzado en lunes del calendario juliano, en vigor en aquella fecha.

## Acontecimientos
- Reinado de Otón III hasta el 1002.
- Juan XIV sucede a Benedicto VII como papa.

## Fallecimientos
- 10 de julio - Benedicto VII, papa de la Iglesia Católica.
- 7 de diciembre - Otón II, rey de Alemania.